# Kesang Choden

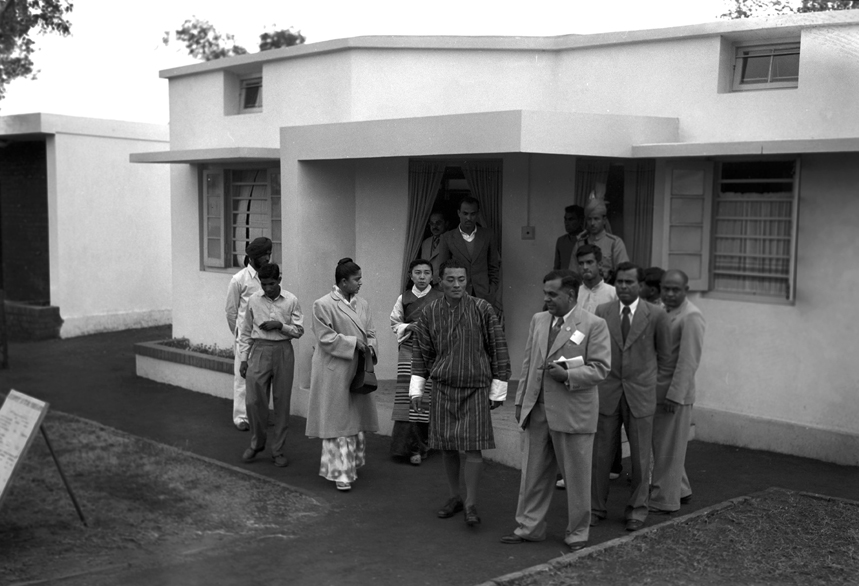
Kesang Choden detrás de su marido, Jigme Dorji Wangchuck, el 30 de enero de 1954.

Ashi Kesang Choden (nacida el 21 de mayo de 1930) es la reina abuela de Bután, actualmente la única persona que ostenta este título en el mundo. Esposa del difunto rey Jigme Dorji Wangchuck, es la abuela del actual, Jigme Khesar Namgyel Wangchuck.

## Educación
Fue educada en el Convento de San José, Kalimpong, India, así como en la Casa de la Ciudadanía, Londres.
En su recuerdo, Su Majestad señala:

Las monjas irlandesas del Convento de San José eran muy educadas y nos enseñaban bien. Las monjas fueron muy amables y amorosas conmigo y yo, a su vez, las amé y respeté mucho.
Su Majestad, la Reina Kesang Choden

## Matrimonio y descendencia
Contrajo matrimonio con el Príncipe Heredero de Bután (Druk Gyalsey), Jigme Dorji Wangchuck, en el Palacio Ugyen Pelri de Paro, el 5 de octubre de 1951.
Se convirtió en la Reina consorte de Bután en 1952 cuando su esposo, el rey Jigme Dorji Wangchuck, ascendió al trono tras la muerte de su padre. En 1953 esperaba su primera hija que llegó antes de lo que esperaba, ya que estaba esperando a que un médico occidental y su madre viajaran a Timbu para ayudar con el parto. La exreina Phuntsho Choden, su doncella y el doctor butanés Phenchun ayudaron a alumbrar a su hija.
Sus hijos con el III Druk Gyalpo fueron:
- Princesa Sonam Choden Wangchuck (nacida en 1953).
- Princesa Dechen Wangmo Wangchuck (nacida en 1954).
- Rey Jigme Singye Wangchuck (nacido en 1955).
- Princesa Pema Lhaden Wangchuck (nacida en 1959).
- Princesa Kesang Wangmo Wangchuck (nacida en 1961).[5]

## Funciones reales
En 1972, fue nombrada regente cuando su esposo estaba enfermo. Su Majestad también ha sido patrocinadora de las oraciones anuales dirigidas por el bienestar y la seguridad del Rey, el país y la gente. Brinda subsidio a unos 200 monjes y tshampas (monjes laicos) en varios monasterios en Bumthang, Dokar Phurdrub Gompa y Euto Gompa en Paro, Nyala Gompa en Trongsa y Jangsa Gompa en Kalimpong, India. También tiene un gran interés en preservar el arte, la arquitectura y el patrimonio cultural únicos de Bután y en promover la investigación y la erudición en el reino. A menudo visita lugares religiosos en Bután y en la India.
En conmemoración del 87 aniversario del nacimiento de Su Majestad la Abuela Real, se lanzó el domingo 21 un libro titulado "El corazón de un reino sagrado, Su Majestad la Real Abuela Ashi Kesang Choden Wangchuck: Una vida de servicio al pueblo y al Reino de Bután" (mayo de 2017).

## Patronazgos
- Patrona de la Fundación Bután (BF).
- Vicepresidenta honoraria de la Sociedad de Siam (Bangkok).

## Títulos, estilos y honores

### Títulos y tratamientos
| ● 21 de mayo de 1930-5 de octubre de 1951:    | Señora Kesang Choden                        |
| ● 5 de octubre de 1951-30 de marzo de 1952:   | Su alteza real la señora Kesang Choden      |
| ● 30 de marzo de 1952-22 de abril de 1972:    | Su majestad la reina de Bután               |
| ● 22 de abril de 1972-21 de julio de 1972:    | Su majestad la reina regente de Bután       |
| ● 21 de julio de 1972-9 de diciembre de 2006: | Su majestad la reina madre de Bután         |
| ● 9 de diciembre de 2006-presente:            | Su Majestad la reina abuela de Bután el rey |

### Honores
Nacionales
- Medalla de investidura del rey Jigme Singye (2 de junio de 1974).
- Medalla conmemorativa del Jubileo de plata del rey Jigme Singye (2 de junio de 1999).
- Medalla de investidura del rey Jigme Khesar (6 de noviembre de 2008).
- Medalla conmemorativa del centenario de la monarquía (6 de noviembre de 2008).
- Orden del Rey Dragón (Druk Gyalpo), Primera Clase (16 de noviembre de 2008).[7]
- Medalla conmemorativa del 60.º cumpleaños del rey Jigme Singye (11 de noviembre de 2015).

## Ancestros
|  |                                               |  |  |  |  |  |  |  |  |  |  |  |  |  |  |  |
|  | 16. Pala Gyeltshen                            |  |  |  |  |  |  |  |  |  |  |  |  |  |  |  |
|  |                                               |  |  |  |  |  |  |  |  |  |  |  |  |  |  |  |
|  |                                               |  |  |  |  |  |  |  |  |  |  |  |  |  |  |  |
|  | 8. Sherpa Puchung, Dzongpon                   |  |  |  |  |  |  |  |  |  |  |  |  |  |  |  |
|  |                                               |  |  |  |  |  |  |  |  |  |  |  |  |  |  |  |
|  |                                               |  |  |  |  |  |  |  |  |  |  |  |  |  |  |  |
|  | 17. una dama de Tsento, Paro                  |  |  |  |  |  |  |  |  |  |  |  |  |  |  |  |
|  |                                               |  |  |  |  |  |  |  |  |  |  |  |  |  |  |  |
|  |                                               |  |  |  |  |  |  |  |  |  |  |  |  |  |  |  |
|  | 4. Rajá Ugyen Dorji                           |  |  |  |  |  |  |  |  |  |  |  |  |  |  |  |
|  |                                               |  |  |  |  |  |  |  |  |  |  |  |  |  |  |  |
|  |                                               |  |  |  |  |  |  |  |  |  |  |  |  |  |  |  |
|  | 9. Tsherim, una dama de Tsento, Paro          |  |  |  |  |  |  |  |  |  |  |  |  |  |  |  |
|  |                                               |  |  |  |  |  |  |  |  |  |  |  |  |  |  |  |
|  |                                               |  |  |  |  |  |  |  |  |  |  |  |  |  |  |  |
|  | 2. Rajá Sonam Tobgye Dorji                    |  |  |  |  |  |  |  |  |  |  |  |  |  |  |  |
|  |                                               |  |  |  |  |  |  |  |  |  |  |  |  |  |  |  |
|  |                                               |  |  |  |  |  |  |  |  |  |  |  |  |  |  |  |
|  | 1. Kesang Choden                              |  |  |  |  |  |  |  |  |  |  |  |  |  |  |  |
|  |                                               |  |  |  |  |  |  |  |  |  |  |  |  |  |  |  |
|  |                                               |  |  |  |  |  |  |  |  |  |  |  |  |  |  |  |
|  | 24. Tenzing Namgyal, VI Maharajá de Sikkim    |  |  |  |  |  |  |  |  |  |  |  |  |  |  |  |
|  |                                               |  |  |  |  |  |  |  |  |  |  |  |  |  |  |  |
|  |                                               |  |  |  |  |  |  |  |  |  |  |  |  |  |  |  |
|  | 12. Tsugphud Namgyal, VII Maharajá of Sikkim  |  |  |  |  |  |  |  |  |  |  |  |  |  |  |  |
|  |                                               |  |  |  |  |  |  |  |  |  |  |  |  |  |  |  |
|  |                                               |  |  |  |  |  |  |  |  |  |  |  |  |  |  |  |
|  | 25. Anyo Karwang                              |  |  |  |  |  |  |  |  |  |  |  |  |  |  |  |
|  |                                               |  |  |  |  |  |  |  |  |  |  |  |  |  |  |  |
|  |                                               |  |  |  |  |  |  |  |  |  |  |  |  |  |  |  |
|  | 6. Sir Thutob Namgyal, IX Maharajá de Sikkim  |  |  |  |  |  |  |  |  |  |  |  |  |  |  |  |
|  |                                               |  |  |  |  |  |  |  |  |  |  |  |  |  |  |  |
|  |                                               |  |  |  |  |  |  |  |  |  |  |  |  |  |  |  |
|  | 13. Maharaní Menchi                           |  |  |  |  |  |  |  |  |  |  |  |  |  |  |  |
|  |                                               |  |  |  |  |  |  |  |  |  |  |  |  |  |  |  |
|  |                                               |  |  |  |  |  |  |  |  |  |  |  |  |  |  |  |
|  | 3. Raní Mayum Chonying Wangmo Dorji           |  |  |  |  |  |  |  |  |  |  |  |  |  |  |  |
|  |                                               |  |  |  |  |  |  |  |  |  |  |  |  |  |  |  |
|  |                                               |  |  |  |  |  |  |  |  |  |  |  |  |  |  |  |
|  | 14. Shiafe Uthok, de la Casa Lhading de Lhasa |  |  |  |  |  |  |  |  |  |  |  |  |  |  |  |
|  |                                               |  |  |  |  |  |  |  |  |  |  |  |  |  |  |  |
|  |                                               |  |  |  |  |  |  |  |  |  |  |  |  |  |  |  |
|  | 7. Yeshay Dolma                               |  |  |  |  |  |  |  |  |  |  |  |  |  |  |  |
|  |                                               |  |  |  |  |  |  |  |  |  |  |  |  |  |  |  |
|  |                                               |  |  |  |  |  |  |  |  |  |  |  |  |  |  |  |